# Gustav de Ruyter
Gustav de Ruyter (* 4. März 1862 in Quakenbrück; † 26. Februar 1919 in Berlin) war ein deutscher Chirurg.

## Leben
Gustav de Ruyter war Sohn des Quakenbrücker Arztes Geheimrat Dr. Carl Gabriel de Ruyter († 1899). Er studierte an der Julius-Maximilians-Universität Würzburg Medizin. 1882 im Corps Bavaria Würzburg recipiert, klammerte er die Erste Charge. Er beendete das Studium an der Friedrich-Wilhelms-Universität zu Berlin, die ihn 1885 zum Dr. med. promovierte. Die chirurgische Fachausbildung durchlief er bei Ernst von Bergmann. Eingehend befasste er sich mit dem Iodoform. Die 1. Auflage seines zweibändigen Compendiums der allgemeinen und speziellen Chirurgie erschien 1892 und 1893.
Noch als Privatdozent wurde er am 12. Oktober 1894 vom Kuratorium des Paul-Gerhardt-Stifts zum Leitenden Arzt gewählt. Damit war er Nachfolger von Hans Schlange. Er erhielt 1895 auch das Band des Corps Vandalia Berlin. Er starb nach dem Ersten Weltkrieg kurz vor dem 57. Geburtstag.

## Ärztliche Wünsche
Am 7. Juni 1901 schrieb de Ruyter in der Festschrift zum 25-jährigen Bestehen des Paul Gerhardt-Stifts:

„Das Krankenhaus des Paul Gerhardt-Stifts kann seiner Aufgabe, Diakonissen in der Krankenpflege auszubilden, gestützt auf seine Einrichtungen, auf Zahl und Art der Kranken gerecht werden. Ebenso ist den Ärzten alles zur Verfügung gestellt, was für die wissenschaftliche Seite erforderlich ist. Für unsere Kranken haben wir jedoch noch einige Wünsche. Beginne ich wieder mit den kranken oder anfälligen Schwestern, so würde die Beschaffung einer Erholungsstation an der See und einer anderen für die lungenschwachen Schwestern sehr zu erstreben sein. Gern hätten wir einen kleinen Extraisolierpavillon für Diphtherie und Scharlach, um den jetzigen für Masern, Typhus und Wundinfektions-Krankheiten reserviren zu können. Das Bedürfniss nach Isolirzimmern für Infektionskranke, besonders Diphtherie, Rose und Scharlach, deren Unterbringung in Berlin oft die größten Schwierigkeiten bereitet, würde sich dann in weiterem Maße befriedigen lassen. Wir können zwar unsere Isolierstation in zwei abgeschlossene Abteilungen trennen; doch genügt dies, streng genommen, für die Isolierung nicht. 
Neit langer Zeit wünschen wir ferner eine mit dem Krankenhaus verbundene Rekonvaleszentenstation für Kinder. Die kranken Kinder stammen vielfach aus den ärmsten Verhältnissen. Um dieselben können sich die Eltern hei dem besten Willen nicht viel kümmeru. Dies ist aher besonders notwendig hei den Kindern, welche mit Knochen- und Gelenktuberkulose behaftet sind, Krankheiten, welche uns eine große Zahl von Kindern zuführen. Durch Krankenhausbehandlung ist der Prozess zum Stillstand gekommen. Auch für das erste Mal sind gut sitzende Stützapparate beschafft; ohne regelmäßige Kontrolle ist aber ein dauernder Erfolg nicht zu erwarten. Den Eltern ist der Weg zur Poliklinik behufs Vorstellung schon oft zu viel. Die zum Teil bei zuvor im Krankenhaus behandelten Kindern schon eingerichteten Kontrollbesuche der Gemeindeschwestern genügen für viele Fälle nicht. Hätte man die Möglichkeit, solche Patienten unter Aufsicht zu behalten, besonders die schweren Fälle, so würde sich viel Gutes stiften lassen. Dem Wachsthum der Kinder entsprechend müssten neue Apparate beschafft werden können. Also eine Rekonvaleszentenstation und ein Fonds zur Beschaffung von Apparaten. 
Aufnahme in die Feriencolonien finden nur schulpflichtige Kinder mit bestimmten gesundheitlichen Vorbedingungen. Die aus der Krankenhausbehandlung entlassenen Kinder sind zumeist noch nicht im schulpflichtigen Alter, zudem können nur wenige der ärztlichen Beaufsichtigung entbehren. Berlin ist Solbad. Wo gebohrt wird, findet man Sole. Würden nur die Berechtigten, ich glaube die Admiralsgartenbadgesellschaft, die Erlaubnis geben, auf unserem Terrain zu bohren, so könnten wir ein kleines Solbad für unsere skrofulösen Kinder gewinnen. Gute Luft und Licht haben wir, die Ausdehnung unseres Gartens – in Verbindung mit dem projektierten städtischen Park – dürfte allen Ansprüchen an einen Kurpark genügen. 
Wenn wir bedenken, wie schnell sich unser Stift in den ersten 25 Jahren seines Bestehens entwickelt hat, so dürfen wir wohl in den nächsten 25 Jahren auf die Erfüllung eines Teils oder aller unserer Wünsche rechnen.“

## Werke
- Bericht über das Krankenhaus des Paul-Gerhardt-Stifts zum 25jährigen Jubiläum des Diakonissenhauses. Berlin 1901.
- mit Ernst Kirchhoff: Kompendium der allgemeinen Chirurgie, für Studierende und Ärzte, 8. und 9. Auflage. Berlin 1917.
  - Compendio de cirugia general y especial para uso de médicos y estudiantes. Bailly-Ballière, Madrid 1907.
- mit Ernst Kirchhoff, Fritz Erkes und Bruno Oskar Pribram: Kompendium der Allgemeinen Chirurgie. Karger, Berlin 1921.
- mit Ernst Kirchhoff: Kompendium der speziellen Chirurgie, für Studierende und Ärzte, 9. und 10. Auflage. Berlin 1917.
  - mit Bruno Oskar Pribram: G. de Ruyters und E. Kirchhoffs Kompendium der allgemeinen Chirurgie, für Studierende und Ärzte. 10.–12. Auflage. Berlin 1921.